# Nosorožec jávský
Nosorožec jávský (Rhinoceros sondaicus) je jedním z nejvzácnějších velkých savců světa a současně nejohroženějším nosorožcem. Tento kriticky ohrožený druh byl z drtivé většiny svého původního areálu rozšíření vyhuben. Původně se vyskytoval od severovýchodní Indie po jižní Čínu na jih přes Zadní Indii a Malajský poloostrov na Sumatru, Jávu a snad i Borneo. Hlavní příčinou dramatického úbytku druhu byl zejména lov pro jeho roh, který se už po tisíce let používá v tradiční čínské medicíně. V roce 2010 byl upytlačen poslední nosorožec jávský ve Vietnamu, a poslední lokalitou výskytu druhu se tak stal národní park Ujung Kulon na nejzápadnějším cípu indonéského ostrova Jáva, kde se nachází kolem 60 až 70 nosorožců jávských. Druh se nechová v zajetí.   
Nosorožec jávský spolu s nosorožcem indickým utváří rod Rhinoceros. Jedná se o menšího nosorožce dorůstajícího v rameni výšky 1,4–1,7 m, délka těla je kolem 3–3,5 m a váha 900–2300 kg. Jeho tělo pokrývá silná, převážně neosrstěná kůže s výraznými kožními záhyby. Samcům vyrůstá z konce čenichu malý, kolem 20 cm dlouhý roh. Samicím místo rohu vyrůstá většinou jen nízký hrbolek. Živí se býložravě, jeho jídelníček zahrnuje stovky druhů rostlin, z nichž požírá listy, výhonky, větvičky a vzácněji i ovoce. Jedná se o plaché, samotářské zvíře. K vnitrodruhové komunikaci hojně využívá pachové stopy. Samice rodí jedno mládě pouze jednou za několik let. Často se válí v bahně, což pomáhá s termoregulací a údržbou kůže.  
Druh čelí četným hrozbám jako je pytláctví, inbreeding, potenciální přírodní katastrofy (hlavně tsunami) a nedostatek životního prostoru. Populace z národního parku Ujung Kulon již zaplnila místní nosnou kapacitu. K hlavním výzvám ochranářů tak patří hlavně založení nové populace mimo tento park, která by v případě nenadálé přírodní katastrofy nebo náhlé nemoci nosorožců v Ujung Kulonu zajistila přežití druhu.  

## Systematika

### Etymologie
Vědecké rodové jméno Rhinoceros je kombinací starořeckého ῥινός (rhinos), čili „nos“, a κέρας (keras) neboli „roh“. Druhové jméno sondaicus je latinizovanou formou výrazu sunda, biogeografického regionu, který zahrnuje mj. Sumatru, Jávu, Borneo a okolní ostrovy. V češtině se nosorožec jávský označuje někdy i jako nosorožec javánský. Místně je druh znám jako badak (či baduk) Jawa, warak nebo Abah Gede.

### Evoluce
Nosorožec jávský spolu s nosorožcem indickým představují jediné žijící zástupce rodu Rhinoceros, jehož první zástupci se objevili v Asii v době raného pleistocénu. Nejstarší fosilie, která se přisuzuje nosorožci jávskému, pochází z raného pleistocénu (~1,5 mya) z jávské lokality Trinil. Podle fosilního záznamu se nosorožec jávský vyvinul někdy před 2–4 miliony lety. Tomu sice odporují starší molekulární data, podle kterých se nosorožec jávský a indický od sebe oddělili již někdy před 11,7 miliony lety, nicméně novější genetická studie z roku 2021 již zasazuje split obou druhů do doby před 4,3 miliony lety, což by víceméně souhlasilo s fosilním záznamem. Současní i fosilní zástupci rodu Rhinoceros byli svým rozšířením vždy limitováni na Indický subkontinent a jihovýchodní Asii.

### Taxonomie a poddruhy
Nosorožci byli Evropanům relativně dobře známí již od 18. století, kdy byla živá zvířata spolu s jejich kůžemi, kostmi a rohy importována do evropských stabilních i mobilních menažerií. Formální popis nosorožce jávského však pochází až z roku 1822. Ujal se ho francouzský zoolog Anselme Gaëtan Desmarest, který druh popsal na základě exempláře z Jávy, jenž do pařížského Národního přírodovědného muzea zaslala dvojice cestovatelů a objevitelů Alfred Duvaucel a Pierre-Médard Diard.
U nosorožce jávského se rozeznávají tři následující poddruhy:
- R. s. sondaicus – nosorožec jávský indonéský – jediný žijící poddruh, který se vyskytuje v jediné lokalitě na západu Jávy (Národní park Ujung Kulon). Původně rozšířen od Thajska po Malajsii a Sumatru.[19]
- † R. s. inermis – původně rozšířen v severovýchodní Indii, v Bangladéši a Myanmaru. Vyhynul v prvních desetiletích 20. století.[20]
- † R. s. annamiticus – nosorožec jávský vietnamský – původně se vyskytoval ve Vietnamu, jižní Číně, Laosu, Kambodži a východním Thajsku. Ještě koncem 19. století se jednalo o hojný druh, avšak v polovině 20. století byl na většině území vyhuben a poslední zástupce byl upytlačen v roce 2010.[21]

Podle genetické analýzy srovnávající poddruhy sondaicus a annamiticus se jejich společný předek vyskytoval před 2 000 000 – 300 000 lety. V pleistocénu totiž byla Jáva občas spojena s pevninou (viz Sundaland) a střídavě stoupající a klesající hladiny moří během glaciálních cyklů způsobily postupnou izolaci jávského poddruhu.
Studie z r. 2025 ukázala na zásadnější fenotypové i adaptivní rozdíly mezi nosorožcem jávským a nosorožcem indickým (Rhinoceros unicornis) a navrhla nosorožce jávského vyčlenit do samostatného rodu Eurhinoceros jako druh s vědeckým názvem Eurhinoceros sondaicus Desmarest, 1822.

## Výskyt

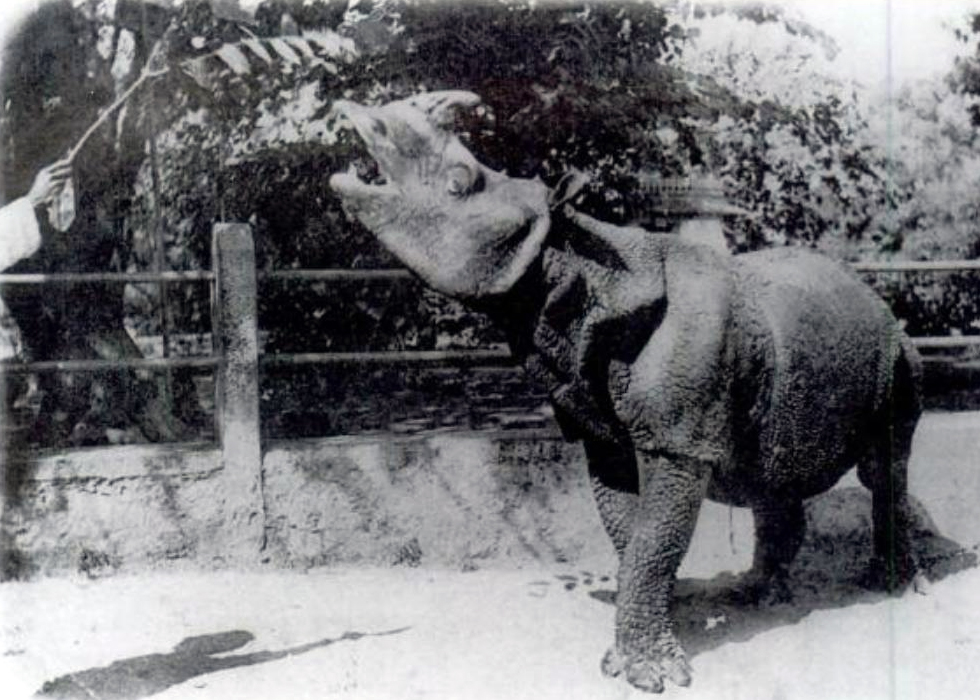
Nosorožec jávský v zoologické zahradě (snad indické), kolem roku 1900

Nosorožec jávský byl původně hojně rozšířen od severovýchodní Indie přes Zadní Indii, jižní Čínu a Malajský poloostrov až na Sumatru a Jávu. Menší populace se snad vyskytovala i na Borneu, nicméně není to jisté a místní nosorožci mohli představovat spíše nosorožce sumaterské. Přesný areál původního rozšíření není zcela zřejmý, protože starší historické záznamy nerozlišovaly mezi nosorožci na druhové úrovni a nosorožec jávský byl částečně sympatrický s nosorožcem indickým i sumaterským.
Areál rozšíření nosorožce jávského se začal postupně zmenšovat již někdy kolem roku 1000 př. n. l. v průměru o 500 m ročně s tím, jak se v oblasti rozmáhalo lidské osídlení a po rozích nosorožců byla neutuchající poptávka v čínské tradiční medicíně. Již někdy od poloviny 19. století byl nosorožec jávský vyhuben na většině území svého původního rozšíření. V Indii vyhynul počátkem 20. století. V Myanmaru byl poslední nosorožec jávský zaznamenán v roce 1920, v Malajsii roku 1932 a na Sumatře roku 1959. Zhruba od 30. let 20. století je jedinou oblastí, kde se nosorožec jávský dodnes vyskytuje, poloostrov Ujung Kulon, který se nachází na nejzápadnějším cípu Jávy. Na tomto poloostrově se nachází stejnojmenný národní park. Podle místních autorit se v roce 2018 v národním parku Ujung Kulon nacházelo posledních 68 nosorožců jávských a v roce 2020 tento počet stoupl na 72. Studie z roku 2022 nicméně upozorňuje na to, že čísla indonéských úřadů mohou být přemrštěná a že na kamery bylo spolehlivě zaznamenáno pouze 60 různých jedinců. Z nich je snad jen 23 samic různého věku a je tak dost dobře možné, že pouze asi tucet samic je schopno páření.
Původní stanoviště druhu bylo velmi různorodé od nížinatých mangrovů přes otevřené smíšené lesy a travnaté plochy po vysokohorské oblasti. Poslední populace se vyskytuje pouze v hustém nížinatém tropickém deštném pralese, což nicméně nepředstavuje původní typ stanoviště druhu, a proto také patrně není ani optimální.

## Popis

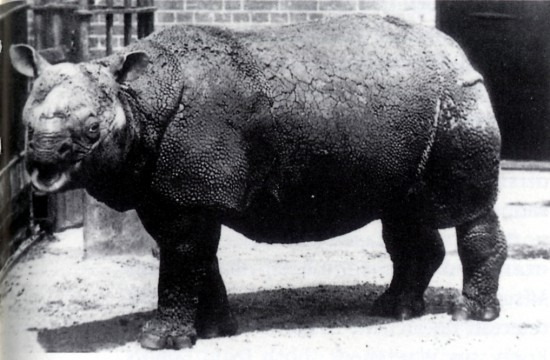
Nosorožec jávský v londýnské zoo (1861)

Nosorožec jávský je v mnoha směrech podobný nosorožci indickému, s nímž sdílí mj. stejný pancíř, oproti němu je nicméně o poznání menší. Nosorožec jávský je vysoký kolem 1,4–1,7 m (výška se měří po ramena) a typicky váží kolem 900–2300 kg. Poddruh annamiticus byl ještě menší, typicky dosahoval výšky do 1,2 m a váhy do 800 kg. Délka těla od hlavy po zadní část těla se pohybuje kolem 3–3,5 m. Samice je možná o trochu větší než samec. Tělo pokrývá tlustá šedá až šedohnědá kůže, která se po namočení jeví jako takřka černá. Kůže je rozdělená hlubokými záhyby, které nad krkem vytvářejí jakési sedlo, je posetá bouličkami a uzlinami a nosorožci dodává vzhled, jako by měl na sobě pláty brnění. U mladých nosorožců je kůže pokryta chlupy, kůže dospělců je holá s výjimkou obočí, uší a chomáči srsti na konci ocasu. Kůže je poseta mozaikovitými vzory, které připomínají šupiny. Nejvýraznější jsou na končetinách, kde je lze pozorovat i z poměrně značné vzdálenosti.

Ilustrace nosorožce jávského (18. či 19. století)

Samci mívají jeden roh, u samic se místo rohu vyskytuje pouze nízký výrůstek. Roh v případě ulomení dorůstá. Samec nepoužívá roh k boji, nýbrž k rozrýpávání bahna, pro odhrnování vegetace při procházení hustým pralesem nebo pro přitahování rostlin s potravou. Šedý nebo šedohnědý roh je poměrně malý, typicky dorůstá do délky 20 cm. Největší naměřený roh měl na délku 27 cm. Roh je u báze drsný a jeho tloušťka zde dosahuje 12×18 cm. V délce kolem 8 cm se povrch rohu zjemňuje a jeho tloušťka je kolem 5,5×7,5 cm.
Podobně jako některé další druhy nosorožců (dvourohý, sumaterský a indický), i nosorožec jávský má prodloužený horní pysk, který slouží k úchytu potravy. Stejně jako ostatní asijští nosorožci má dlouhé dýkovité spodní řezáky, které používá při soubojích. Za řezáky jsou umístěny dvě řady šesti nízkých stoliček, které se hodí pro drcení tuhé rostlinné stravy. U starších jedinců jsou řezáky obroušeny do podoby hladkých disků a ti nejstarší jedinci mají zuby dokonce natolik obroušeny, že jsou funkčně nepoužitelné a ti nejstarší nosorožci jávští mohou mít problém s přijímáním potravy a v konečném důsledku mohou i zemřít na podvýživu. Zubní vzorec je I 2/2, C 0/0, P 3/3, M 3/3, tedy 32 zubů.

## Biologie

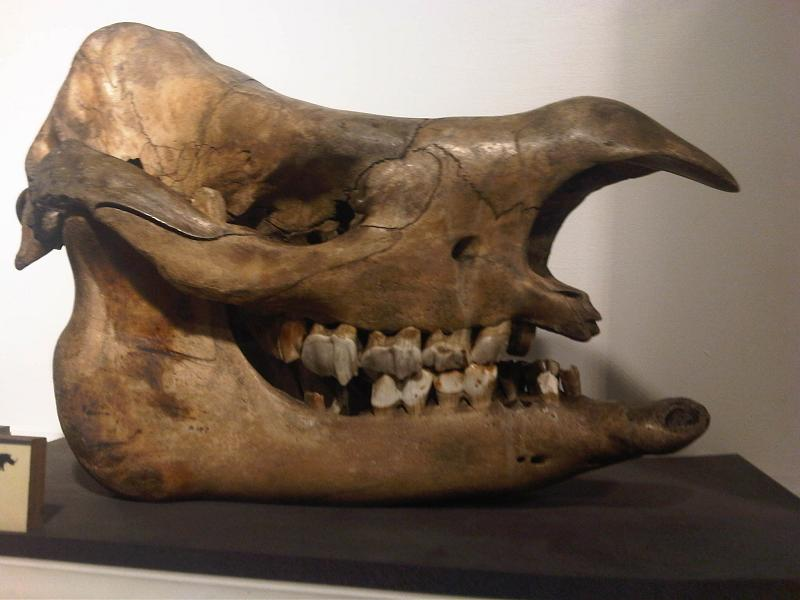
Lebka nosorožce jávského

O biologii a ekologii nosorožce jávského toho není příliš známo. Jednak žije v těžko přístupném prostředí, a jednak by studie v terénu mohla být pro již tak kriticky ohroženou populaci rušivá. Ve volné přírodě je navíc druh značně plachý a nosorožec jávský ani není držen v žádné zoologické zahradě, což znemožňuje jeho přímá pozorování. Je nicméně zřejmé, že pro úspěšný management populace jsou potřeba hlubší znalosti o biologii druhu, a to hlavně co se týče rozmnožování. Jedná se převážně o samotářské zvíře, výjimku tvoří samice s mládětem a krátké období v době páření, kdy jsou samice k vidění se samci. Mladí nosorožci se občas mohou sdružovat menších skupinek o dvou či více jedincích. Nosorožec jávský je z velké části noční živočich, co potravu sbírá hlavně po setmění.
Na každého samce připadá poměrně rozsáhlé teritorium o rozloze kolem 12–20 km². Teritoria samců se překrývají pouze v malé míře. Samice zabírají menší teritoria o rozloze 3–14 km² a jejich teritoria se překrývají výrazně. Teritoria patrně nejsou běžně bráněna boji, jak je tomu časté u jiných druhů nosorožců, jsou nicméně zřetelně značena loužemi moči, hromadami trusu, škrábanci v zemi a zlomenými větvemi. Nosorožec jávský tráví velkou část dne válením v bahnitých loužích, které může sám dále prohloubit pomocí nohou a rohu. Válení v bahně pomáhá termoregulaci, ošetřuje kůži a zbavuje nosorožce ektoparazitů a bodajícího hmyzu.
Nosorožec jávský často močí a kálí do blátivých a vodních louží, ve kterých se později válí, což má patrně za cíl pokrytí těla silným zápachem, který je poté přenášen v oblasti jeho pohybu. Předpokládá se, že ostatní nosorožci mohou tyto pachové stopy rozeznat, čili se jedná o komunikační prostředek. Na rozdíl od některých jiných druhů nosorožců jako je nosorožec sumaterský hraje vokalizace v komunikaci nosorožce jávského jen malou roli. K vokálním projevům patří řehtání či hlasité píšťalkovité pískání. Kontaktní zvuk mezi samicí a mládětem představuje krátké zamečení. Při vyrušení používá frkání, které je patrně výrazem hrozby. Dlouhý horní pysk může být rozvibrován podobně jako to dělají koně, což je asi projevem komfortního chování. Nosorožec jávský občas může vydávat i mohutný hlasitý řev, který je spojován s bojem mezi dvěma jedinci. Tento řev se může nést i na 800–1000 m. Nejčastěji dochází k vokálním projevům u bahnitých louží, které slouží jako jakési sociální centra, u kterých dochází k vokalizacím až třikrát častěji. Nosorožec jávský též s oblibou za sebou až několik metrů táhne zadní nohu, ve které ústí pachové žlázy, čímž do svého prostředí zaznamenává svou pachovou stopu.

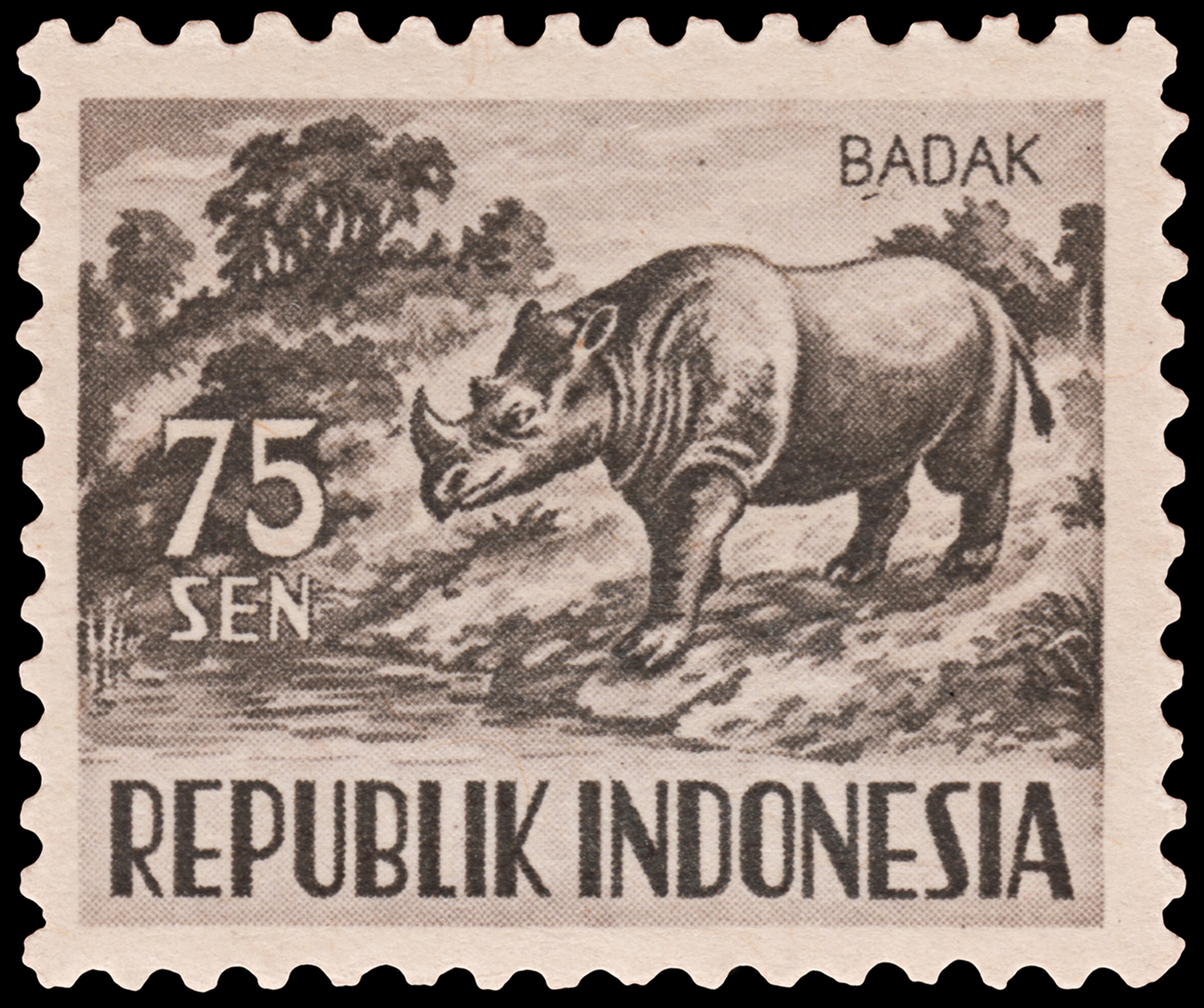
Nosorožec jávský na indonéské známce (1953)

O rozmnožování je známo jen minimum informací. V době námluv se samec přiblíží k samici a drbe ji pod krkem svým rohem. Pokud je samice připravena k páření, otevře tlamu a tře se o samce svým hřbetem. Patrně se jedná o polygamní druh, kdy se samec i samice páří s více partnery. Doba gestace není známa. Samice rodí pouze jedno mládě. „Velmi mladý“ nosorožec jávský měřil na výšku 130 cm a po 4 letech byl vysoký 170 cm. Samice vrhá patrně pouze jednou za 4–5 let. Mládě se potravně osamostatňuje ve věku kolem 12–24 měsíců.
Nosorožec jávský má dobře vyvinutý čich a sluch, avšak je krátkozraký. Ve volné přírodě může žít 30–45 let, v zajetí se dožíval kolem 20 let. Vůči člověku vykazuje různou odezvu od tiché bělosti po okamžitý úprk. Kromě člověka nemá přirozené nepřátele, i když v minulosti mohl na novorozeňata snad zaútočit tygr (na Jávě to byl dnes již vyhynulý tygr jávský). Nemá ani příliš mnoho parazitů; ze zaznamenaných lze jmenovat klíšťata (Amblyomma crenatum), ovády (Tabanus brunneus), hlístice (Kiluluma vernayi, Strongyloides, Bunostomum, Trichostrongylus), tasemnice (Anoplocephala diminuta), motolice (Fasciola, Schistosoma) či prvoky (Balantidium, Entamoeba, Eimeria, Cycloposthium, Lavierella).

### Potrava
Jedná se o býložravce, jehož jídelníček je charakteristický velkou druhovou rozmanitostí požíraných rostlin. Požírá listy, mladé výhonky a větvičky, vzácněji i ovoce. I přes to, že pojídá stovky druhů rostlin, lze v jídelníčku nosorožce jávského vystopovat preferenci k rostlinám z prosluněných míst, které jsou potravně kvalitnější. K takovým světelným místům patří křovinaté oblasti bez stromů s mohutnými korunami a různé typy lesních mezírek, jako jsou např. místa vývratu nebo původního sesuvu. Nosorožec jávský spořádá kolem 80–100 kg potravy denně. Občas pije mořskou vodu, ze které dostává potřebné minerály. Dá se předpokládat, že v minulosti u populací bez přístupu k moři docházelo k získávání solných minerálů lizem.

## Ohrožení a ochrana

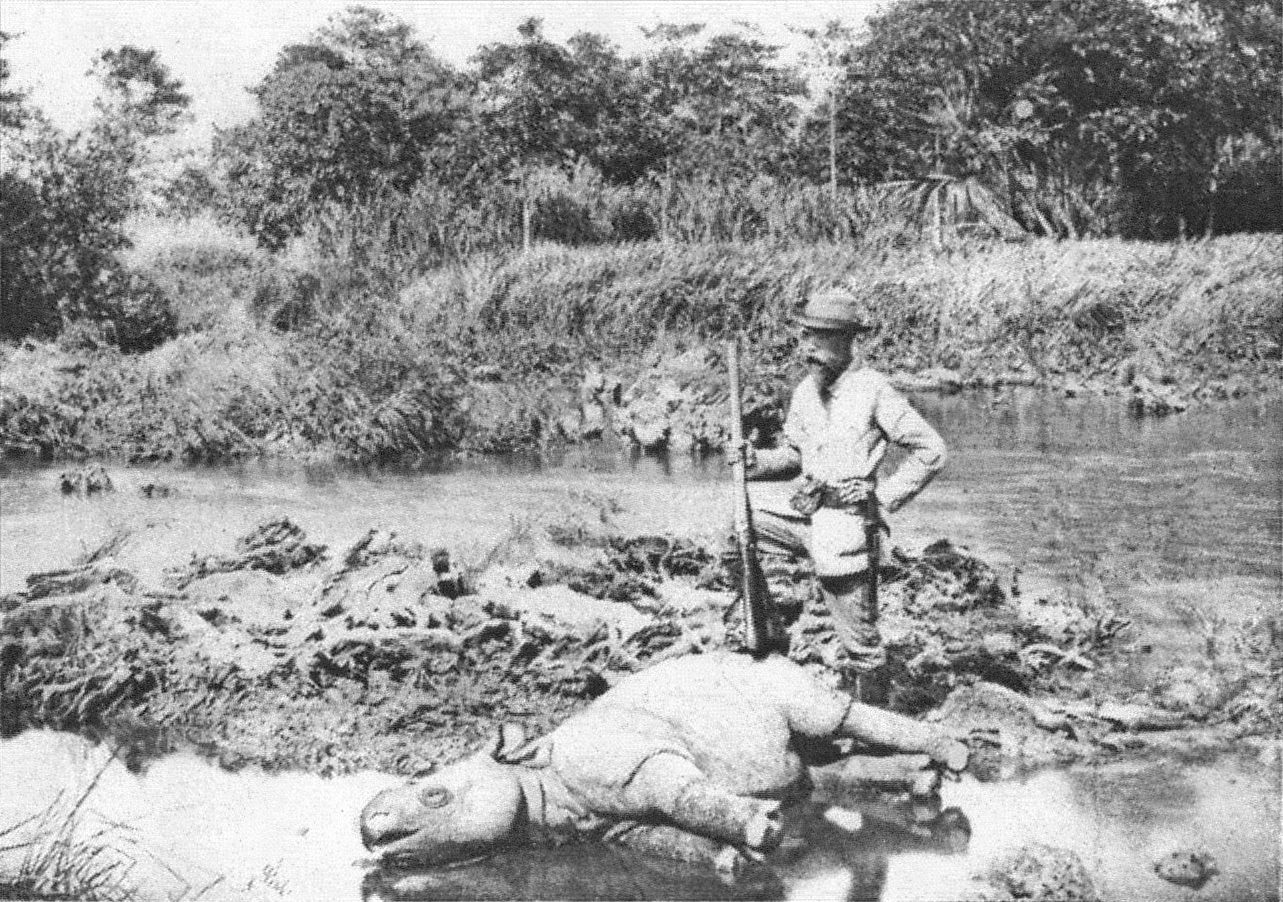
Nosorožec jávský zabit evropským lovcem (1895)

Vzhledem k extrémně nízké populaci na pouze jediné lokaci se jedná o nejohroženější druh nosorožce a jeden z nejohroženějších zvířecích druhů na světě. Původní velikost populace i hustotu výskytu nosorožce jávského je náročné až nemožné spolehlivě odhadnout. Jisté nicméně je, že v posledních stoletích došlo k drastickému úbytku populace na minimum. Ve 30. letech 20. století se počet nosorožců jávských odhadoval již jen na 66. Dramatický populační úbytek, který přivedl druh na pokraj vyhynutí, nastal zejména v důsledku lovu nosorožců pro jejich rohy, pro které je již po tisíce let vysoká poptávka v čínské i obecně asijské tradiční medicíně. Doklady o používaní rohů asijských nosorožců v tradiční čínské medicíně pocházejí již z roku 2600 př. n. l. Produkty z rohu se používají mj. ke snížení horečky a na bolest.
Jelikož nosorožci se typicky vyskytují v rurálních oblastech, kde nezřídka převažuje chudoba, není snadné místní obyvatele přesvědčit o tom, aby nezabíjeli zdánlivě nepotřebné nosorožce, za které mohou utržit horentní sumy peněz. Podle údajů z roku 2022 se cena za kilo rohoviny asijského druhu nosorožce pohybuje kolem 400 000 amerických dolarů.

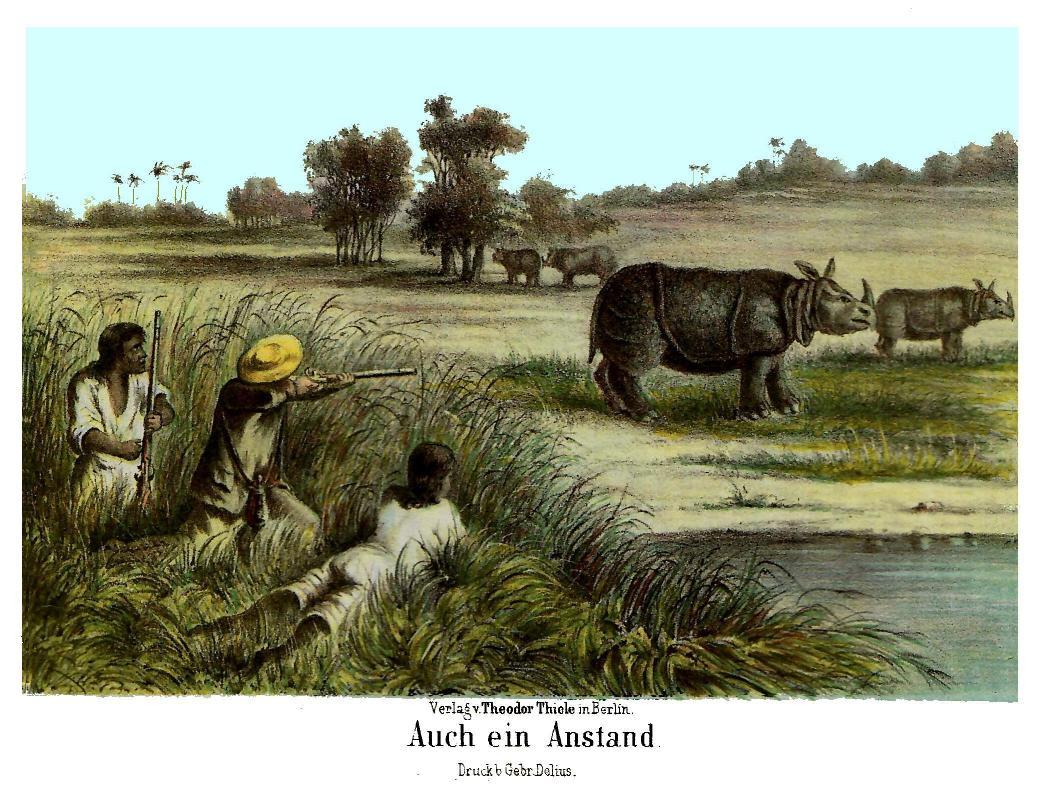
Malba z roku 1861 zobrazující lov nosorožce jávského

Když v roce 1975 vstoupila v platnost Úmluva o mezinárodním obchodu s ohroženými druhy volně žijících živočichů a planě rostoucích rostlin, nosorožec jávský již byl v příloze I, což vylučovalo mezinárodní obchod produktů z něj vyrobených. Druh je také pod ochranou indonéských autorit v rámci národního parku Ujung Kulon, indonéské pobočky Světového fondu na ochranu přírody a Indonéské nadace pro nosorožce (Yayasan Badak Indonesia, YABI). Tyto organizace zajišťují patroly v terénu i monitoring nosorožců pomocí fotopastí umístěných v parku.

### Cat Tien
Subsp. annamiticus (nosorožec jávský vietnamský) byl kdysi hojně rozšířen po pevninské části jihovýchodní Asie včetně Vietnamu. Již někdy od roku 1969 začaly na povrch vycházet pochybnosti, že je poddruh ve válkou zmítaném Vietnamu stále přítomen, avšak v 70. letech se občas objevovala svědectví lovců a domorodců z jižního Vietnamu, že kdesi v tamějších pralesích se nosorožci stále vyskytují. V roce 1988 došlo k odlovu nosorožce na jihu Vietnamu, čímž se jednoznačně potvrdilo, že nosorožec jávský je na vietnamském území stále přítomen. Následný terénní výzkum v roce 1989 v oblasti překvapivě odhalil malou populaci o max. 10–15 jedincích na celkové ploše kolem 75 000 hektarů. Na tomto místě byl v roce 1992 vyhlášen národní park Cat Tien, jehož cílem bylo hlavně ochrana nosorožců. V roce 1999 však byly stopy nosorožců nalezeny již jen na 6500 hektarech, čili v tomto období patrně došlo k 90% populačnímu poklesu. V tehdejší literatuře se občas objevovaly diskuse o tom, zda by mělo dojít k podpoření vietnamské populace translokací nosorožců jávských z Jávy, aby se tak zabránilo inbreedingu a vietnamská populace měla reálnou šanci na přežití. K tomu nicméně nedošlo.

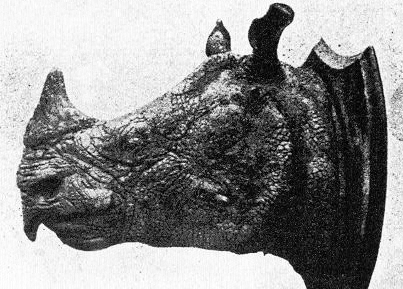
Hlava dospělého nosorožce jávského subsp. annamiticus

Poslední potvrzené mládě se ve Vietnamu narodilo v roce 1993. Maličká populace byla vystavena tlaku místních obyvatel, kteří se do oblasti stěhovali a začali přeměňovat místní prales na zemědělsky obdělávané plochy. Dá se předpokládat, že na zdraví populace se podepsal i Alleeho efekt. Je také možné, že již tak malá populace se dále zmenšila následkem pytláctví. Jen mezi lety 1957–1991 bylo v oblasti, kde se dnes rozprostírá národní park Cat Tien, zabito 40 nosorožců jávských. Od roku 1992 až do roku 2009 nicméně nebylo pytláctví na nosorožcích v oblasti zaznamenáno, což však neznamená, že k němu nedošlo. V letech 2004–2009 existovali snad už jen dva poslední zástupci poddruhu a poslední jedinec byl upytlačen v květnu 2010. V roce 2011 Mezinárodní nadace pro nosorožce (International Rhino Foundation) prohlásila nosorožce jávského za vyhynulého ve Vietnamu, čímž došlo k vyhynutí celého poddruhu nosorožce jávského vietnamského. Poslední lokací výskytu nosorožce jávského se tak stal národní park Ujung Kulon.

### Ujung Kulon

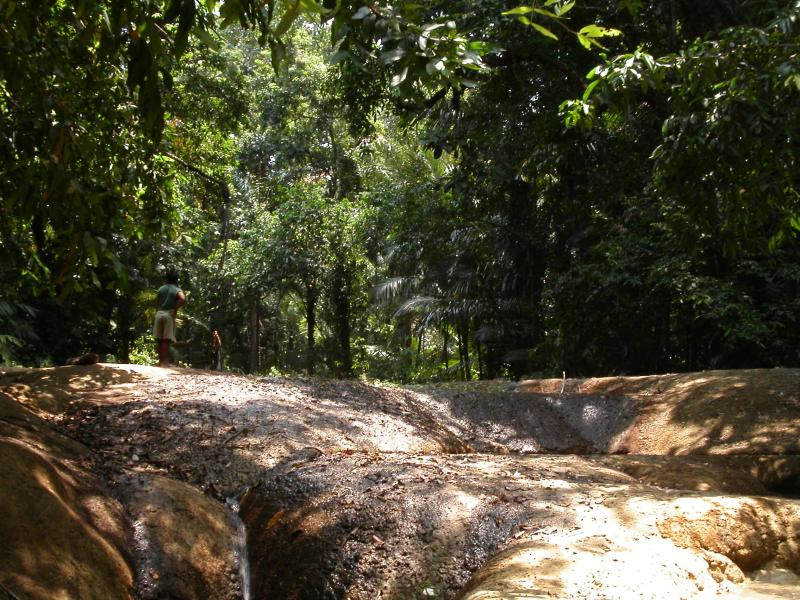
Národní park Ujung Kulon

Subsp. sondaicus (nosorožec jávský indonéský) byl původně široce rozšířen od Thajska přes Malajsii po Jávu a Sumatru. V průběhu 18. století byl nosorožec jávský na Jávě dokonce tak početný, že jeho lov byl podporován jávskou vládou. Jeho stavy se však v průběhu 19. a 20. století začaly razantně snižovat a v roce 1967 zbývalo posledních 25 jedinců. Tato poslední populace se vyskytovala v oblasti, kde byl v roce 1991 vyhlášen národní park Ujung Kulon. Od roku 1931 nosorožec jávský v Indonésii podléhá legální ochraně. Do povědomí světových odborníku i veřejnosti pomohl jávské nosorožce dostat nizozemský přírodovědec a vášnivý ochránce přírody Andries Hoogerwerf, který v Indonésii působil mezi lety 1931–1957 a řadu let byl aktivní i v parku Ujung Kulon. V roce 1993 se místní populace nosorožců rozrostla na 55 jedinců.

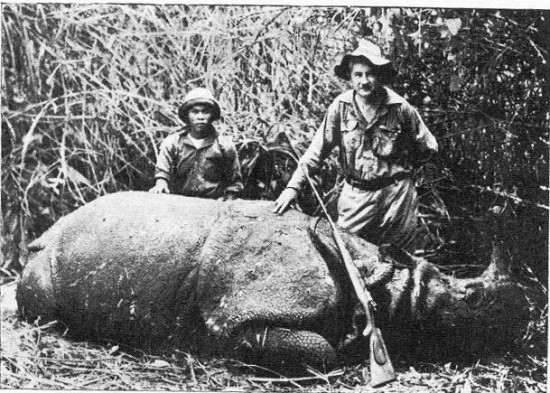
Lovci s odstřeleným nosorožcem jávským na západě Jávy (1932)

Hlavní ohrožení nosorožce jávského v národním parku Ujung Kulon představuje nosná kapacita oblasti, hrozba přírodní katastrofy, pytláctví a zánik genetické diverzity, jelikož maličká populace prochází extrémním genetickým driftem způsobeným efektem hrdla lahve. Místní populace je sice relativně geneticky rozmanitá, nicméně nízký počet přežívajících nosorožců jávských nevyhnutelně povede ke genetické erozi. Jednou z hlavních výzev ochranářů je přijetí opatření umožňující populační nárůst pomocí jednak posílení nosné kapacity oblasti a jednak založení další populace někde jinde. Výskyt všech zbývajících nosorožců jávských v jediné oblasti totiž není ideální a založení další populace by snížilo rizika spojená např. s rychlým šířením nemocí nebo zánikem populace následkem přírodní katastrofy. Co se týče nosné kapacity, studie z dubnu 2017 seznala, že již populace o 62 jedincích (odhad celkové populace z roku 2013) se blíží nosné kapacitě národního parku Ujung Kulon. Již následující měsíc po vydání této studie, v květnu 2017, místní úřady oznámily, že chystají translokaci části populace do přírodní rezervace Cikepuh na západě Jávy. Vhodní jedinci určení k translokaci by měli být vybráni na základě testů DNA, aby se zabránilo inbreedingu. Podobnými úvahami se nicméně indonéské úřady zabývají již delší dobu a k žádnému konkrétnímu kroku k naplnění tohoto cíle zatím nedošlo.

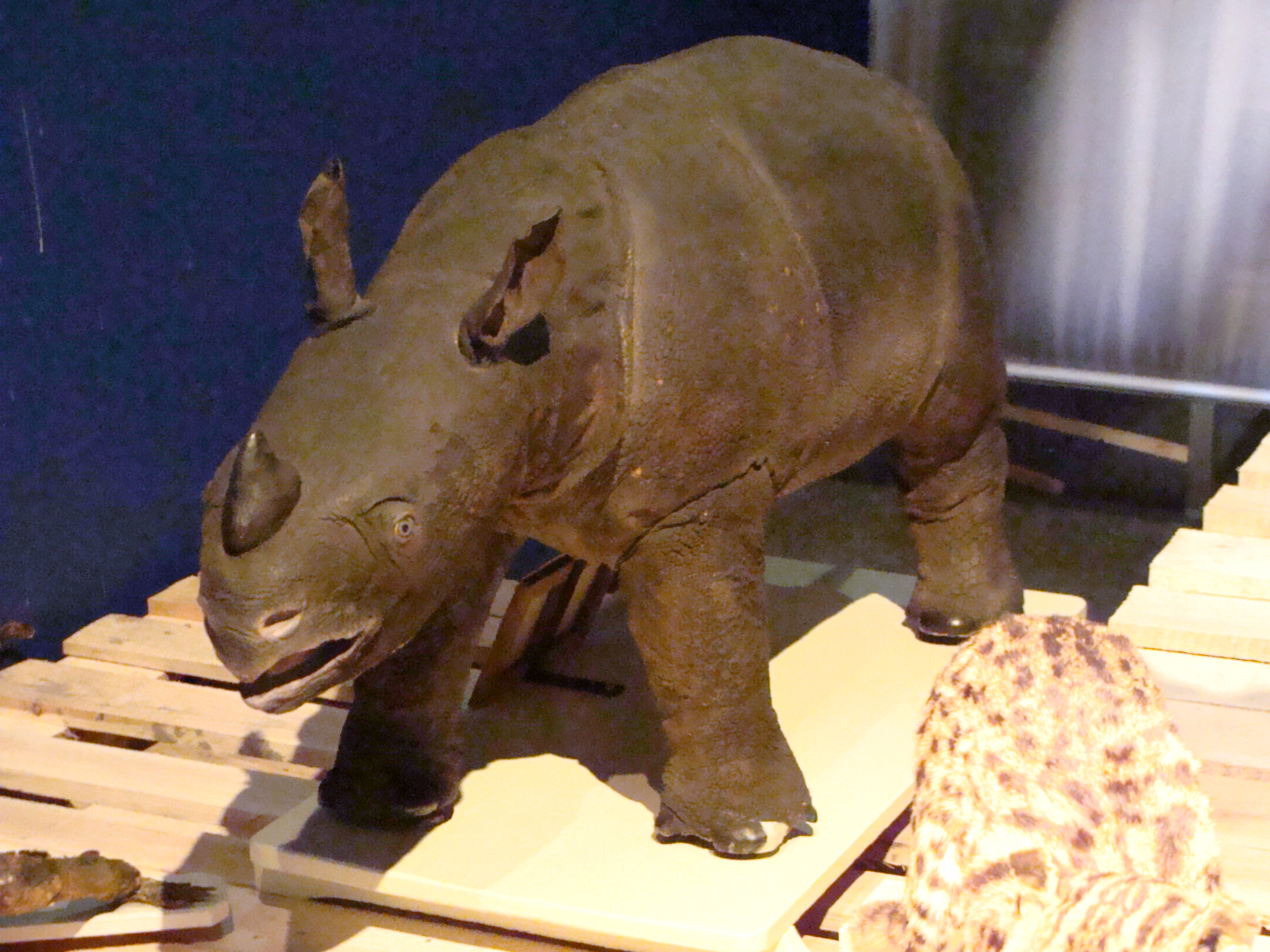
Vycpaný nedospělý jedinec (Nizozemské centrum pro biodiverzitu Naturalis)

V roce 2018 oblast zasáhla vlna tsunami spuštěná místní sopkou Anak Krakatau. Vlna tsunami nicméně udeřila na severním pobřeží poloostrova Ujung Kulon a místní nosorožci se typicky vyskytují v jeho jižní části. Obří vlna tsunami již zasáhla Ujung Kulon v roce 1883 po erupci Krakatau. I když se lze setkat s názorem, že tsunami z roku 1883 vyhladila místní populaci nosorožců a oblast byla časem samovolně rekolonizována jinou populací, nenapovídají tomu historické dokumenty ani pozorování a erupce Krakatau patrně neměla na populaci nosorožců v Ujung Kulonu významnější vliv. Podobně se občas ve objevuje názor, že po vlně tsunami z roku 1883 lidé vysídlili oblast, což vytvořilo pro nosorožce ideální útočiště. Ani tyto závěry však studie z roku 2010 nepotvrdila, a její autoři poukazují na to, že oblast nikdy nebyla hojně osídlena lidmi a historicky se zde nacházela pouze jedna větší vesnice. Ta byla vysídlena v roce 1906, možná pod tlakem místních úřadů v reakci na šíření nemoci nebo rapidního vzestupu populace tygrů. Vegetace parku poničená v roce 1883 se od té doby již obnovila.

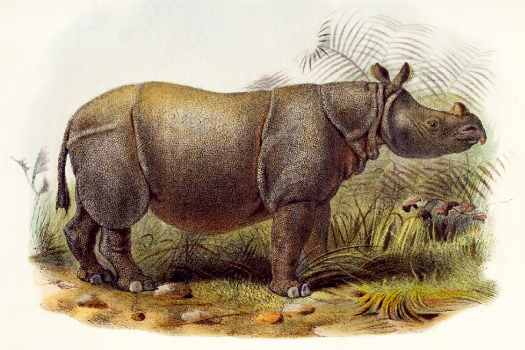
Ilustrace druhu z roku 1877

Problém představuje i palma Arenga obtusifolia, která se sice v Ujung Kulon vyskytuje přirozeně, avšak v místním ekosystému se chová velice dominantně až invazivně. Dorůstá do výše až 16 m a zcela zastiňuje ostatní rostliny, které tvoří základ jídelníčku nosorožce jávského, a zabírá vhodný habitat nosorožců. Podle odhadů se vyskytuje až na 60 % plochy národního parku a kdekoliv roste v podstatě neroste nic jiného. Od roku 2011 tak dochází k systematické kontrole této palmy. Díky ochrannému programu jsou najímání místní obyvatelé, kteří s pomocí ručních nástrojů (pilky, lopaty) odstraňují tyto palmy po hektarových blocích. V rámci těchto bloků dochází k rychlému růstu nižších rostlin, které nosorožci jedí. Eradikace této palmy tak částečně pomáhá vyřešit problém nosné kapacity zmíněný výše: namísto rozšíření plochy národního parku či založení nové populace jinde dochází k přeměně části parku s nevhodným habitatem pro nosorožce na habitat vhodný. Toto řešení není ideální, nicméně je finančně a logisticky nenáročné. K roku 2018 byla palma odstraněna z asi 150 hektarů lesa, a v těchto blocích se již pravidelně objevuje asi 10 nosorožců.

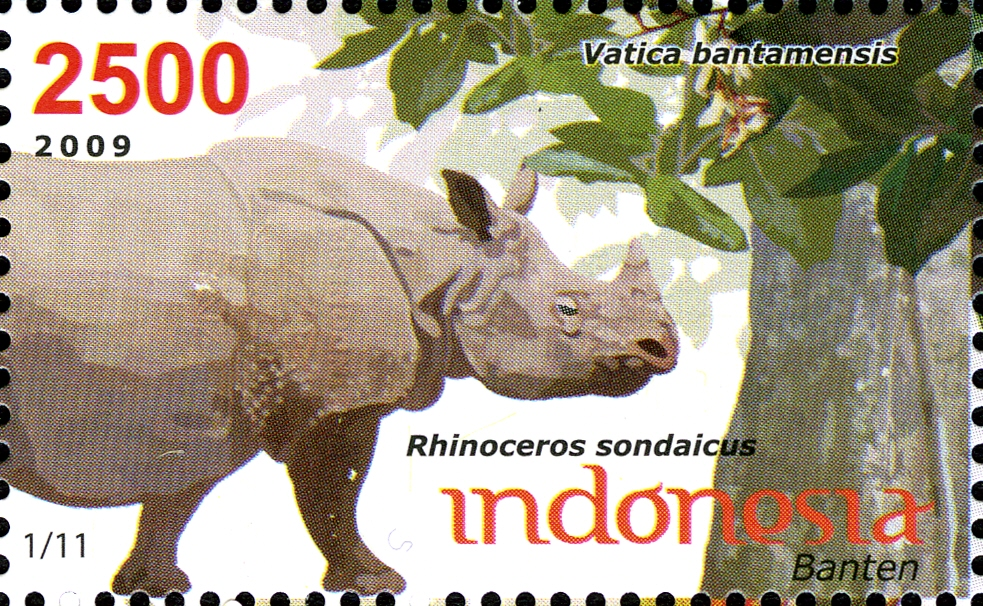
Nosorožec jávský na indonéské známce (2009)

V Ujung Kulonu dochází ke kompetici o jídlo mezi nosorožci jávskými a bantengy (Bos javanicus), nicméně míra kompetice není jasná. Je možné, že v minulosti tato kompetice přispěla k poklesu populace nosorožců. V roce 2014 byly zdokumentovány případy otravování ryb místními rybáři uvnitř národního parku. I když je vliv takového počínání na populaci nosorožců neznámý, potenciálně by je mohl vážně ohrozit. Populace místních nosorožců je považována za stabilní nebo dokonce mírně stoupající. Početnost místních nosorožců nicméně nemůže již růst o mnoho více z důvodu naplnění již zmíněné nosné kapacity parku. Již současní nosorožci při nejmenším v určitých částech roku nenalézají v parku dostatečné množství potravy.
Místní nosorožce pomáhá monitorovat systém kamer. K původním 40 kamerám bylo v roce 2012 nainstalováno dalších 120. Pytláctví nepředstavuje zásadní problém, to se nicméně může rychle změnit. V roce 2018 byl nalezen mrtvý nosorožec jávský s prostřelenou hlavou. V blíže nespecifikovaném roce byl na kameru zaznamenán nosorožec se dvěma dírami na zádech.

### Zajetí
Nosorožec jávský byl v zajetí držen jen výjimečně. Věrohodně se podařilo prokázat jen 22 případů držení druhu v zajetí, z nichž 9 bylo chováno na Jávě mezi 17.–19. stoletím, a jen 4 se dostali do zoologických zahrad v Kalkatě, Adelaide a Londýně. Je možné, že počet historicky chovaných nosorožců jávských v zajetí bude vyšší, jelikož v minulosti docházelo k záměně nosorožce jávského za nosorožce indického. Záměna se dá předpokládat i z čistě praktického hlediska: nosorožec indický žije na severu Indického subkontinentu a dostat jej do přístavů v Bengálském zálivu bylo logisticky značně náročné. Mnohem snazší bylo odchytit nosorožce jávského, který se vyskytoval daleko blíže pobřeží.

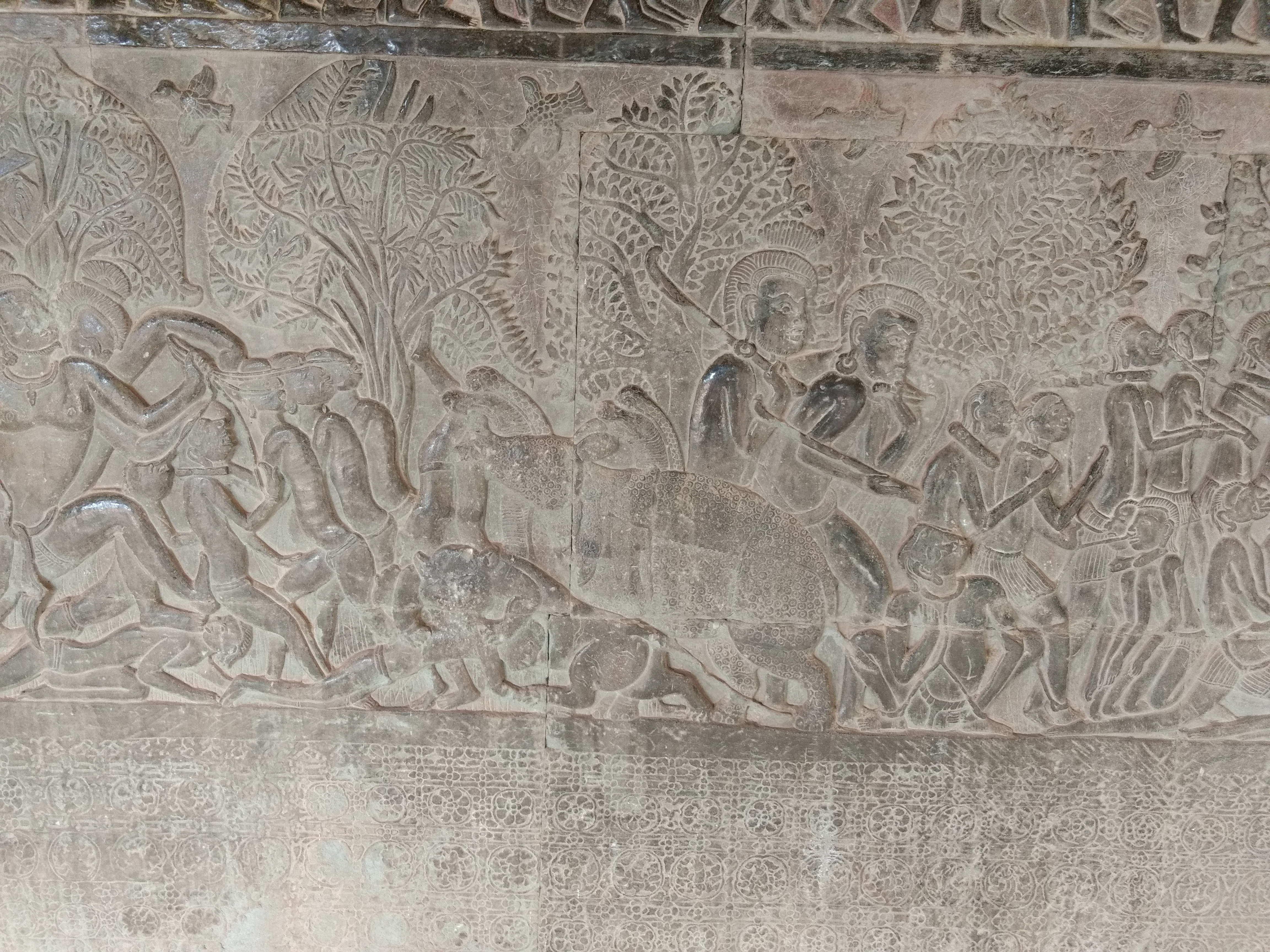
Reliéf zobrazují nosorožce jávského v chrámu Angkor Vat

Poslední nosorožec jávský držený v zajetí zemřel v roce 1907 v australském Adelaide. Znalosti o nosorožcích tehdy byly natolik slabé, že tento jedinec byl vystavován jako nosorožec indický. Zajímavý je případ nosorožce jávského, který byl v roce 1838 zaslán králi Klungkungu (Bali), kde byl nejdříve několik let držen v zajetí a v roce 1842 byl nosorožec obětován a sněden v rámci pohřebního rituálu klungkungskému králi.

## Odkaz v kultuře
V kambodžském chrámu Angkor Vat se nachází hned tři ploché rytiny, které zobrazují nosorožce jávského. Jedna se patrně o tento druh, spíše než nosorožce indického, jelikož všichni vyobrazení nosorožci jsou zachyceni s patrným záhybem kůže přes ramena, který pokračuje dále po hřbetu, kde vytváří specifické sedlo. Na jednom z reliéfů je nosorožec jávský zobrazen jako váhana, tedy zvíře využívané jako jízdní prostředek bohů a dalších mytických postav. Vyobrazení nosorožců jako váhan je přitom typické pouze pro khmerskou kulturu; např. v indickém hinduistickém umění hrají nosorožci jen malou úlohu.
Nosorožec jávský se stal jedním ze tří maskotů Asijských her 2018 i maskotem mistrovství světa ve fotbale hráčů do 20 let 2023.